# Aéroport de Jubail
L'aéroport de Jubail est un aérodrome, situé au nord-ouest de la ville de Al-Jubayl, dans la province orientale de l'Arabie saoudite.

## Histoire et installations

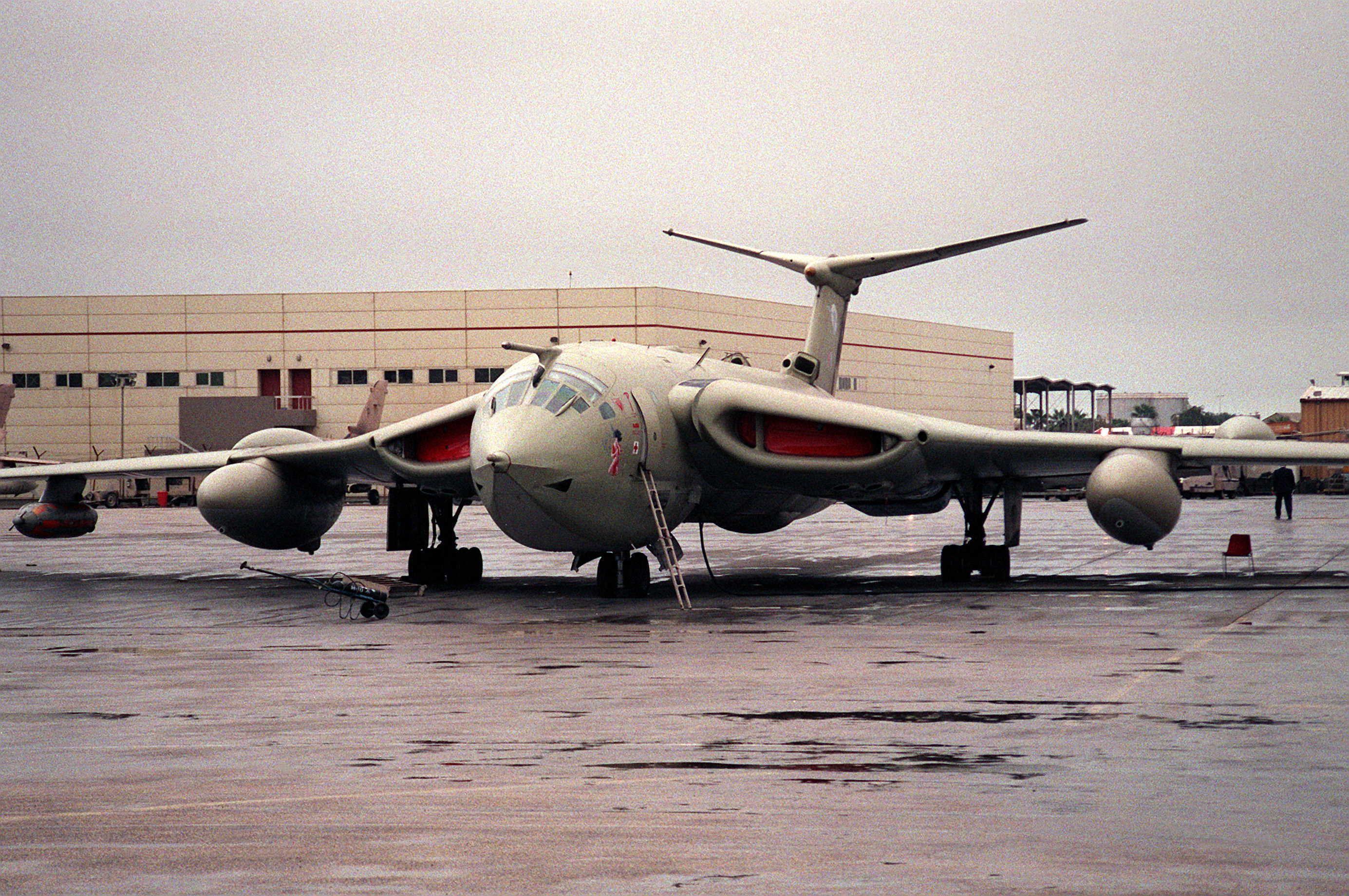
Un avion-ravitailleur Handley Page Victor Mark 2 de la Royal Air Force britannique stationné au Jubail Naval Airport après l'opération Tempête du désert en 1991.

Initialement construit par la Commission royale de Jubail et Yanbu, il a été conçu pour être utilisé pour l'aviation commerciale jusqu'à l'ouverture de l'Aéroport international du roi Fahd, à Dammam.
Il a ensuite été transmis au Ministère saoudien de la Défense et de l'Aviation, qui l'utilise comme base pour l'escadre aéronavale de la Marine royale saoudienne.
La piste a 4 000 mètres de long et 60 mètres de large. 
Les voies de circulation semblent inachevées, sans doute en raison du changement d'affectation.